# Хайрил Анвар
Хайрил Анвар, также Хаирил Анвар (индон. Chairil Anwar; 26 июля 1922[…], Медан — 28 апреля 1949[…], Джакарта) — индонезийский поэт и переводчик, лидер «Поколения-45». Основоположник индонезийского верлибра, отказавшийся от литературных штампов и заставивший поэзию говорить языком улицы.

## Биография
Родился в Медане. Там же учился в средней школе, которую не закончил. В 1940 году переехал в Джакарту. Умер поэт в больнице в Джакарте от неизвестной болезни (предположительно, от туберкулёза). Похоронен на джакартском кладбище Карет Бивак.

## Творческий путь
Первые известные произведения Хайрила Анвара появились в период японской оккупации Индонезии (1942—1945). По цензурным соображениям во время оккупации его стихи почти не печатались и были известны лишь в списках.
1942 годом датируется его стихотворение «Надгробный камень» (Nisan). В 1943 году появляется сделавшее его знаменитым стихотворение «Я» (Aku). После провозглашения независимости Х. Анвар работал редактором журнала «Гема Суасана» (Gema Suasana). Печатался в различных периодических изданиях конца 40-х годов. Подготовленные им самим поэтические сборники были опубликованы уже после его смерти.
Владея голландским, английским и немецким языками, он хорошо знал европейскую поэзию XX века (в том числе творчество Р. М. Рильке и Т. С. Элиота). Хайрил Анвар перевёл на индонезийский язык повесть А. Жида, письма Р. М. Рильке, рассказы Э. Хемингуэя. Поэтической переработкой (по-индонезийски садуран) стихотворения Александра Блока «Девушка пела в церковном хоре» является произведение Анвара «В альбом Д. С.» (Buat album D.S.).
Стихи самого Хайрила Анвара переведены на английский, голландский, немецкий, русский, французский и другие языки.

## Сочинения
- Гром и пыль (1949)
- Острая галька и ограбленные и отчаявшиеся (1949).
- Трое против судьбы (1950) (совместно с Риваи Апином и Асрулом Сани)

## На английском языке
- Selected Poems, 1964 (translated by Burton Raffel and Nurdin Salam, rev. Robert H. Glauber)
- Anwar, Chairil; Raffel, Burton (1970). Complete Prose and Poetry of Chairil Anwar. Albany: State University of New York Press. ISBN 978-0-87395-061-9.
- Voice of the Night: Complete Poetry And Prose Of Chairil Anwar, 1992 (revised translations by Burton Raffel)

## На немецком языке
- Anwar, Chairil. Feuer und Asche. -Wien : Octopus, 1978. — 159 S.

## На русском языке
- Поэты Индонезии. Пер. С. Семиволоса. — в: «Иностранная Литература», 1959, № 4, с. 3-5; 1960, № 2, с. 39-42.
- Стихотворения в сб.: Голоса трёх тысяч островов. Стихи индонезийских поэтов, М., 1963, с. 19-38.
- Краванг-Бекаси. — в: В. Сикорский, Индонезийская литература. Краткий очерк. М.: Наука, 1965, с. 116
- Далеко на острове любимая моя; Молитва (истинному верующему) — в: Покорять вышину. Стихи поэтов Малайзии и Индонезии в переводах Виктора Погадаева. М.: Ключ-С, 2009, с. 87-89.

## Память
- Бюст Хаирила Анвара в Маланге (1955, скульптор Видагдо).
- Бюст Хаирила Анвара в Джакарте у Национального монумента (1986, скульптор Арсоно)
- Картина малайзийского художника Ачепа Замзама Нура «Хаирил, Хаирил» (2005, акрил. 120x130)
- Выставка фотографий и плакатов с изображением Хайрил Анвара (Парк Исмаила Марзуки в Джакарте, 26.6.-23.11 2008 года)
- Литературная премия им. Хайрила Анвара Культурного центра Джакарты (вручалась только два раза: в 1992 году Мохтару Лубису и в 1998 — Сутарджи Калзум Бахри)
- Имя поэта носят улицы ряда городов Индонезии (Бекаси, Банда-Аче, Макасар и др.)